# Commonwealth Games 1978/Boxen
Die 11. Boxwettkämpfe der Herren bei den Commonwealth Games 1978 wurden vom 3. August bis zum 12. August in der kanadadischen Stadt Edmonton ausgetragen. Insgesamt wurden 43 Medaillen in 11 Gewichtsklassen vergeben.

## Medaillengewinner
| Klasse                         | Gold                        | Silber                        | Bronze                                           |
| ------------------------------ | --------------------------- | ----------------------------- | ------------------------------------------------ |
| Halbfliegengewicht (- 48 kg)   | Stephen Muchoki Kenia       | Francis Kabala Sambia         | Birender Thapa Indien Kid Jumalia Ghana          |
| Fliegengewicht (- 51 kg)       | Michael Irungu Kenia        | Ian Clyde Kanada              | Peter Wighton Australien Hugh Russell Nordirland |
| Bantamgewicht (- 54 kg)        | Barry McGuigan Nordirland   | Tumat Sugolik Papua-Neuguinea | William Rannelli Kanada Douglas Maina Kenia      |
| Federgewicht (- 57 kg)         | Azumah Nelson Ghana         | John Sichula Sambia           | Guy Boutin Kanada Maurice O’Brien England        |
| Leichtgewicht (- 60 kg)        | Gerry Hamill Nordirland     | Patrick Waweru Kenia          | Teddy Makofi Sambia John McAllister Schottland   |
| Superleichtgewicht (- 63,5 kg) | Winfield Braithwaite Guyana | James Douglas Schottland      | John Raftery Kanada Michael Mawangi Kenia        |
| Weltergewicht (- 67 kg)        | Mike McCallum Jamaika       | Ken Beattie Nordirland        | Derrick Hoyt Kanada Anthony Freal Wales          |
| Superweltergewicht (- 71 kg)   | Kelly Perlette Kanada       | Abdurahman Athuman Kenia      | Enock Chama Sambia Ropati Vipo Samu Westsamoa    |
| Mittelgewicht (- 75 kg)        | Philip McElwaine Australien | Delroy Parkes England         | Roddy MacDonald Kanada Richard Betham Westsamoa  |
| Halbschwergewicht (- 81 kg)    | Roger Fortin Kanada         | Ronnie Smith England          | Fautala Su’a Westsamoa Edward Thande Kenia       |
| Schwergewicht (+ 81 kg)        | Julius Awome England        | Adamah Mensah Ghana           | George Stankovich Neuseeland                     |

## Medaillenspiegel
| Rang | Land            | Gold | Silber | Bronze | Gesamt |
| ---- | --------------- | ---- | ------ | ------ | ------ |
| 1    | Kenia           | 2    | 2      | 3      | 7      |
| 2    | Kanada          | 2    | 1      | 5      | 8      |
| 3    | Nordirland      | 2    | 1      | 1      | 4      |
| 4    | England         | 1    | 2      | 1      | 4      |
| 5    | Ghana           | 1    | 1      | 1      | 3      |
| 6    | Australien      | 1    | 0      | 1      | 2      |
| 7    | Jamaika         | 1    | 0      | 0      | 1      |
| 7    | Guyana          | 1    | 0      | 0      | 1      |
| 9    | Sambia          | 0    | 2      | 2      | 4      |
| 10   | Schottland      | 0    | 1      | 1      | 2      |
| 11   | Papua-Neuguinea | 0    | 1      | 0      | 1      |
| 12   | Westsamoa       | 0    | 0      | 3      | 3      |
| 13   | Indien          | 0    | 0      | 1      | 1      |
| 13   | Neuseeland      | 0    | 0      | 1      | 1      |
| 13   | Wales           | 0    | 0      | 1      | 1      |
|      | Gesamt          | 11   | 11     | 21     | 43     |